# Isabella (Oklahoma)
Pour les articles homonymes, voir Isabella.
Isabella est une census-designated place du comté de Major, dans l'État d'Oklahoma, aux États-Unis,. En 2020, elle compte une population de 114 habitants.